# جيمس ويلسون (سياسي)
جيمس ويلسون (بالإنجليزية: James Wilson )‏ (و. 1805 – 1860 م) هو صحفي، واقتصادي، وسياسي، ومصرفي، وشخصية أعمال، ومحرر، ورائد أعمال من المملكة المتحدة لبريطانيا العظمى وأيرلندا، كان عضوًا في حزب الأحرار البريطاني، والحزب الليبرالي، توفي في كلكتا، عن عمر يناهز 55 عاماً.

## مناصب
تولى منصب مسؤول الصرف العام ‏ (18 يونيو 1859–12 أغسطس 1859)، وعضو برلمان المملكة المتحدة الـ18 (28 أبريل 1859–11 أغسطس 1859)، وعضو برلمان المملكة المتحدة الـ17 (27 مارس 1857–23 أبريل 1859)، والأمين المالي للخزينة ‏ (5 يناير 1853–21 فبراير 1858)، وعضو برلمان المملكة المتحدة الـ16 (7 يوليو 1852–21 مارس 1857)، وعضو برلمان المملكة المتحدة الـ15 (29 يوليو 1847–1 يوليو 1852)، وعضو مجلس الشورى البريطاني.

## روابط خارجية
- جيمس ويلسون على موقع إن إن دي بي (الإنجليزية)